# В края на лятото
„В края на лятото“ е български игрален филм (драма) от 1967 година на режисьора Дучо Мундров, по сценарий на Емил Манов. Оператори са Младен Колев и Христо Вълчанов. Музиката във филма е композирана от Георги Генков.

## Актьорски състав
- Петър Слабаков – Филип Гераков
- Илка Зафирова – Мария
- Калина Попова – Клио
- Ани Бакалова – д-р Иванова
- Анани Явашев – доцентът
- Георги Наумов – Илко
- Райна Петрова
- Димитър Панов – бай Ставри
- Мара Шопова
- Люба Петрова
- Любен Бояджиев
- Евтим Вълков
- Ана Бояджиева
- Веселинка Караславова